# نیکون دی۲اچ
نیکون دی۲اچ (به انگلیسی: Nikon D2H) یک دوربین عکاسی ساخت شرکت نیکون است.